# Teresa Lu
Teresa Lu (nascida em 13 de outubro de 1987) é uma jogadora taiwanesa de golfe.
Tornou-se profissional em 2005 e representou Taipé Chinês na competição feminina de golfe nos Jogos Olímpicos de Verão de 2016, realizados no Rio de Janeiro, Brasil. Ela terminou sua participação na vigésima segunda posição no jogo por tacadas.
Competiu na Ladies Asian Golf Tour em 2006 e 2007, na LPGA Tour entre 2006 e 2010 e compete na LPGA of Japan Tour (JLPGA) desde 2010.